# 아테네 민주주의
아테네 민주주의(영어: Athenian democracy) 또는 아테나이 민주주의는 기원전 5세기 무렵 고대 그리스의 도시국가(폴리스)인 아테나이를 중심으로한 아티키에서 시작된 정치 체제이다. 세계 최초의 민주주의적 정체로 평가되고 있으나 일반적으로 노예제 내 다양한 흐름 중 하나라고 여겨진다. 고전 시대 후기에 들어 다른 그리스 도시국가에서도 아테네식 민주주의가 도입 입법과 행정에 대한 결정은 유권자의 투표에 의해 결정되었다. 참정권은 모든 주민에게 부여되지 않았으며, 유권자는 성인 남성으로 제한되었다. 이에 따라 미성년자, 여성, 노예, 외국인 등은 투표에 참여할 수 없었다. 아테네의 주민은 총 25만에서 30만 명 정도였으며 이 가운데 유권자는 3만에서 5만 명 정도였다.
아테네 민주주의의 발전에 중요한 영향을 준 인물로는 솔론, 클레이스테네스, 에피알테스 등이 있다. 가장 오랫동안 아테나이의 지도자 자리를 유지하였던 페리클레스가 죽은 뒤 펠로폰네소스 전쟁을 거치면서 아테네 민주주의는 과두제의 성격을 띄게 되었다.

## 어원
민주주의를 뜻하는 그리스어 데모크라티아(δημοκρατία, dēmokratíā)는 ‘민중’을 뜻하는 데모스(δῆμος, dêmos)와 ‘권력’을 뜻하는 크라토스(κράτος, krátos)가 합쳐져 생긴 낱말이다. ‘군주정’을 뜻하는 낱말 모나르케스( μονάρχης)나 ‘과두정’을 뜻하는 올리가르키아(ὀλιγαρχία)의 어미 아르코(ἄρχω)가 ‘지배’, ‘지도’, ‘최고위’ 등을 뜻하는 것이기 때문에 이런 방식으로 낱말을 만든다면 데마르케스(δημἄρχης)와 같은 말이 될 것이지만, 이 낱말은 당시 이미 시장이나 지방 자치체를 뜻하는 말로 쓰이고 있었기 때문에 새로운 낱말을 만들 필요가 있었다. 대략 기원전 440년 - 기원전 430년에 쓰였을 것으로 추정되는 헤로도투스의 저술이 현존하는 고대 그리스 문서 중에 데모크라티아라는 낱말이 쓰인 가장 오래된 것이다. 데모크라티아라는 낱말이 최초로 만들어진 것은 대략 기원전 460년 무렵으로 여겨진다. 아이올리스 등지에서 쓰인 사람 이름인 데모크라테스는 민주주의에 대한 지지 의사가 반영된 것으로 보인다.

## 역사

### 솔론의 개혁

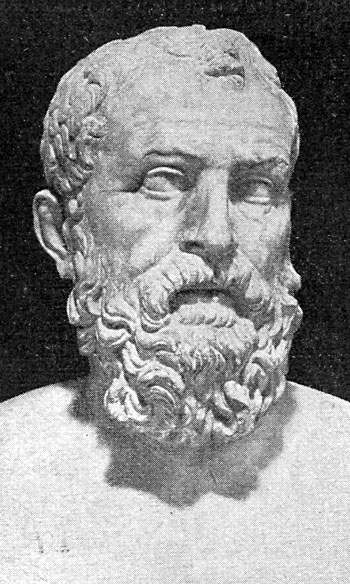
솔론이라는 이름이 달린 흉상. 나폴리 국립박물관

민주정치 이전의 아테나인은 사법부의 수장인 아르콘과 전직 아르콘들로 구성된 아레이오스 파고스에 의해 지배되었다. 이들은 대부분 귀족이었고 자신들의 이익을 위해 폴리스를 지배하였다. 기원전 621년 드라코는 "가혹하기로 악명 높은" 법을 만들어 "누구에게 대하여도 우선하는 귀족 권력의 표방"을 선포하였다. 이 법은 귀족 간의 불화를 잠재우지 못하였고, 귀족들은 보다 더 많은 권력 획득을 위해 싸웠다.
기원전 6세기 무렵 아테나의 시민의 다수는 부자에게 노예나 다름없는 상태였다. 극심한 빈부격차와 고리대로 인해 시민 다수는 채무 노예가 되거나 일종의 농노인 '헥테모로스'가 되었는데, 이로 인하여 아테나이와 아티카에는 반란의 조짐이 보였다. 상인들은 그나마 상황이 나았으나 농민들은 극심한 착취에 희생되었고 이들은 고대법에 따라 토지를 균분할 것을 요구하였다.서로 피를 부르는 참사가 일어나려 하자 모든 아테나이 계층은 타협을 시도하였고 솔론을 아르콘으로 추대하여 중재하도록 하였다. 귀족들은 솔론이 귀족 출신이라는 점을 믿었고 평민들은 솔론의 정의감을 믿었다. 기원전 594년 아르콘으로 취임한 솔론은 기득권층인 귀족들에게 사회, 정치, 경제 전반에 대한 양보를 요구했다. 솔론은 빚을 져 노예가 된 채무 노예를 해방하였고, 아울러 채무불이행으로 노예가 되는 것을 금지하였다. 또한 부권을 제한하여 아버지라 하더라도 아이를 내다 버리거나 팔 수 없으며 성인이 된 자식은 아버지의 개혁에 따라 수장의 역할도 변화하였는데 아르콘은 사백인회(이후 오백인회)의 수장으로서 내각의 수반이 되며 아레이오스 파고스는 "법률의 수호자"로서 자리하게 되었다. 솔론의 개혁에서 가장 중요한 것은 모든 성인 남성에게 열려있는 민회인 에클레시아가 최종 의사결정권을 갖는 다는 것이었다. 그러나, 민회에서의 연설은 중산층 이상에게만 허락되었고 아레이오스 파고스는 여전히 귀족의 지배 아래 있었다.
솔론 스스로는 자신의 개혁이 두 계급간의 조정일 뿐 민주정의 확립이라고 생각하지는 않았다. 솔론은 "내 본분에 충실하여 어느 한쪽을 부당하게 이용하는 일이 없도록 두 계급을 공정하게 지켜주는 일"이라며 충돌 직전의 두 계급 사이에서 중도적 입장을 취하고자 하였다. 그러나 계급 간의 갈등은 뿌리가 깊었고 솔론의 지위는 단단하지 못했다. 양쪽 모두가 불만을 표하자 솔론은 잠시 아테나를 떠났고 이후 메가라와의 영토분쟁을 완전히 종결지은 페이시스트라토스가 농민의 지지를 기반으로 참주가 되었다. 페이시스트라토스는 비록 정당한 절차에 의해 권력을 잡지는 않았으나 솔론의 개혁 대부분을 그대로 따랐다. 페이시스트라토스의 인기는 식을 줄 몰랐지만, 기원전 510년 아들에게 권력을 세습시키려는 시도를 하다 권력에서 쫓겨나게 되었다.

### 클레이스테네스의 개혁

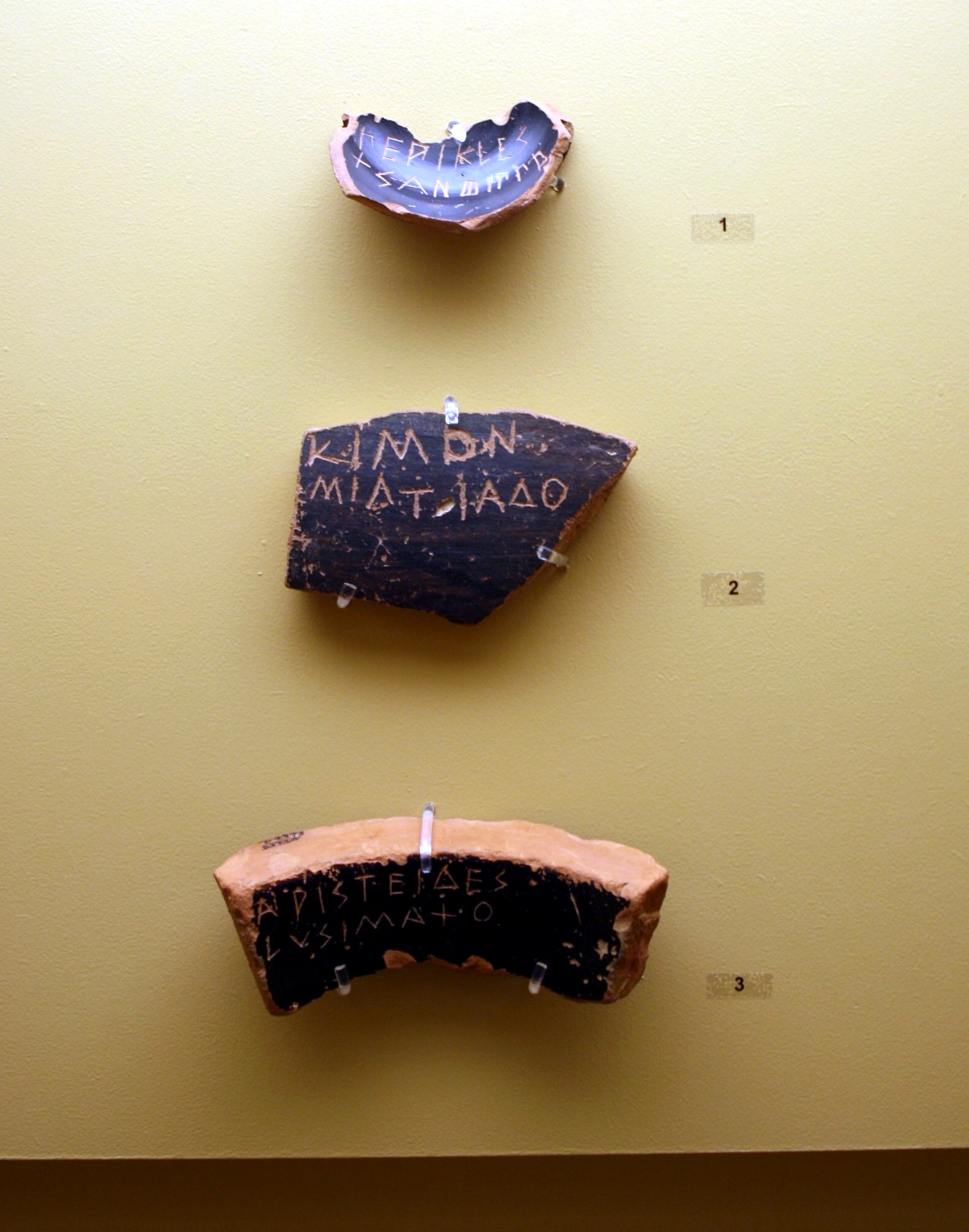
도편추방에 사용된 도자기 파편. 페리클레스, 키몬, 아리스티데스의 이름이 보인다.

페이시스트라토스의 몰락 이후 클레이스테네스는 솔론의 개혁 이후에도 의회의 연설이나 공무의 집행에 계급간 차별이 존재한다는 것을 지적하였다. 그는 연설에서 "주권이 진정 민중에게 있다면 아테나이에 대한 권리도 당연히 민중이 행사해야 한다. 권력(크라토스)은 민중(데모스)에게 있다. 아테나는 민주주의(데모크라토스)가 되어야 한다."라고 주장하였다. 그러나, 귀족과 부유층은 거세게 반발하였고 클레이테네스는 신변의 위협을 느끼고 도주하였다. 클레이테네스가 도주한 사이 귀족들은 스파르타의 간섭을 받아들이기로 하고 모든 민주주의적 변혁을 취소하려 하였다. 스파르타의 대사가 아테나이의 귀족과 이러한 협상을 하는 사이 아테나이의 시민들은 민주주의를 지키기 위해 봉기하였다. 결국 스파르타와 아테나이의 귀족들은 시민들의 요구에 굴복하였고 클레이테네스는 귀환하여 아르콘이 되었다. 클레이테네스는 18세 이상의 모든 남성 시민을 호적에 등록하게 하고 참정권을 부여하였다. 또한, 클레이스테네스는 아레이오스 파고스의 권력을 축소시켜 입법 기능을 없애 사법기능 만을 수행하도록 하고, 구성에 있어서도 전임 아르콘들이 자동으로 성원이 되는 방식에서 귀족들 사이에서 추첨을 통해 선발되도록 하였다. 따라서 아레이오스 파고스는 더 이상 선출된 권력이 아니라 무작위로 뽑힌 위원들로 채워지게 되었고 정치적 영향력을 급격히 상실하게 되었다.
클레이스테네스는 참주의 출현을 방지하기 위해 도편 추방을 도입하였다. 도편 추방 투표의 정족수는 최소 6천 명이었고, 도자기 파편에 추방할 사람의 이름을 적었다. 정족수 이상이 투표하면 도자기 파편에 적힌 이름 중에 가장 많은 수가 지목한 사람을 10년 간 아테나이에서 추방하였다. 기원전 487년 첫 도편추방을 통해 추방된 사람은 페이시스트라토스의 아들 힙파르코스였다. 아테나이는 기원전 417년까지 시행된 도편추방을 통해 모두 11명을 추방했다. 도편추방의 절차는 먼저 투표를 할 필요가 있는 지를 묻는 투표를 진행했으며 이때 선동을 방지하기 위해 연설은 금지되었다. 이 투표가 가결되면 시민들은 비밀투표를 통해 도자기 파편에 추방할 사람의 이름을 적었다. 도편추방은 당사자만을 추방하는 것으로 재산은 몰수되지 않았다. 그러나 신중한 절차를 거쳤음에도 도편추방은 점차 정적 제거의 수단으로 변질되었다. 기원전 417년 알키비아데스가 정적인 히페르볼로스를 도편추방을 통해 제거하자 아테나이 시민들은 도편추방이 위험한 제도란 것을 인식하게 되었고, 더 이상 시행하지 않았다.

### 델로스 동맹 결성 이후
기원전 480년 아케메네스 제국의 크세르크세스 1세의 침공으로 두번째 그리스-페르시아 전쟁이 시작되었다. 17년간 전쟁이 계속되자 전쟁 물자의 충원과 인력의 동원을 위한 재력이 있는 귀족 가문이 다시 정치적 영향력이 커져 귀족 계급의 제도적 원천인 아레이오스 파고스의 권력도 강화되었고, 귀족 세력의 상승에 불만을 품는 시민 역시 많아지게 되었다. 이에 따라 아테나이의 정치 세력은 아리스테이데스와 키몬을 중심으로 하는 귀족파와 테미스토클레스, 에피알테스, 페리클레스 등을 중심으로 하는 민중파로 분열되었다. 테미스토클레스는 살라미스 해전의 영웅이었으나 정치적 모략에 빠져 도편추방을 당한다. 그 뒤를 이은 것은 귀족파의 키논이었지만, 스파르타의 농노 반란을 지원하자 민중파에 의해 실각되었고 그 역시 도편추방을 당하게 되었다. 그 뒤를 이은 민중파의 에피알테스는 귀족 권력을 제한하기 위해 아테나이의 모든 정치적 의사결정이 민회에서 이루어지도록 하고 아레이오스 파고스의 역할이 사법에만 있음을 못박았다. 그리하여 아테나이의 권력은 상임 행정기구인 오백인회, 입법기관이자 민회인 에클레시아, 재판소인 아레이오스 파고스로 삼분되게 되었다. 에피알테스의 개혁은 귀족 세력에게 큰 반감을 샀고 결국 에피알테스는 누군가에 의해 암살되었다. 플루타르코스는 에피알테스의 죽음에 페리클레스가 연루되었다는 소문을 전하면서도 정치적 동지인 그가 그럴 이유는 없었을 것이라고 부정한다. 플루타르코스는 그의 《플루타르코스 영웅전》에서 "귀족들에게 무시무시한 존재였고 민중에게 잘못을 범한 자들에게 한 치의 용서도 없었던 에피알테스는 아리스토텔레스의 말에 따르면 타나그라 출신의 아리스토디코스의 손에 암살당하였다"고 기록하고 있다.
에피알테스의 사후 페리클레스는 무산 시민들의 지지를 얻어 정권을 획득했다. 그는 무산 시민들이 경제적 어려움으로 정치에 참여하기 힘든 것을 막고자 공직에 대한 수당을 지급하기 시작했다. 이로서 아테네 민주주의는 모든 시민의 참정을 보장할 수 있게 되었다. 그러나 델로스 동맹의 결성 이후 아테나이는 제국주의적 성향을 띠게 되었다.페리클레스는 아테나이의 재정을 위해 동맹 기금을 거리낌 없이 사용하였으며, 사모스를 정복하고 그곳의 과두정을 철폐하였다. 8개월 후 사모스가 독립을 선언하자 재차 침공한 뒤 민주정을 세웠다. 델로스 동맹의 회원국들은 점차 아테나이를 중심으로 한 위성국가로 전락하였으며 아테나이는 해양 제국주의 국가가 되었다. 아테나이와 스파르타의 주도권 경쟁은 결국 펠로폰네소스 전쟁의 원인이 되었다.
펠로폰네소스 전쟁이 한창이던 기원전 413년, 아테나이는 시켈리아 원정에서 스파르타에게 괴멸에 가까운 패배를 당하였다. 전쟁 패배의 책임을 둘러싼 갈등 속에서 쿠데타가 일어났다. 기원전 411년 아테네 쿠데타의 결과 사백인회가 전권을 장악하는 과두정이 수립되었다. 그러나 과두정은 4개월만에 붕괴되었고 민주정이 회복되었다. 펠로폰네소스 전쟁은 스파르타의 승리로 끝났고, 기원전 404년 아테나이가 항복하자 스파르타는 자신들에게 우호적인 인사로 구성된 삼십인 참주회를 구성하여 전권을 장악하도록 하였다. 30인 참주회의 정치는 1년 동안 유지되었으나 민주파에 의해 결국 전복되었으며 이후 아테나이는 기원전 338년 마케도니아 왕국에게 점령당할 때까지 민주정을 유지하였다.

### 붕괴
기원전 338년 아테네는 마케도니아 왕국의 필리포스 2세에 의해 정복당하였다. 필리포스 2세의 뒤를 이은 알렉산드로스 대왕은 마케도니아가 정복한 그리이스 각 국의 병사들을 연합하여 페르시아, 이집트, 인도 지역에 이르는 방대한 제국을 건설하였지만, 그의 사후 제국은 급속히 분열되었다. 마케도니아 왕국의 섭정 가문 출신인 카산드로스가 마케도니아와 그리스 지역을 통치하면서 데메트리오스의 팔레레우스를 아테나이의 총독으로 임명하였다. 비록 아테나이의 시민들은 그를 마케도니아의 주구로 여겼지만, 팔레레우스는 민주정의 전통 일부가 유지되도록 하였다. 기원전 307년 데메트리오스 1세 폴리오르케테스에 의해 카산드로스가 축출되자 팔레레우스 역시 추방되었고 아테나이는 잠시나마 민주정을 회복하였다.
기원전 200년부터 로마의 동맹인 페르가몬이 성장하면서 그리스 도시 국가들의 위협이 되기 시작하였다. 기원전 146년 마케도니아와 아테나이를 포함한 아티카는 결국 로마의 속주가 되었다. 로마 제국 시절 아테나이는 비록 로마의 속주이기는 하였지만 완전한 지방자치를 인정받았다. 아테나이는 외견상 로마제국 이전의 시기와 별다른 차이가 없는 삶을 살았다. 그러나 아크로폴리스의 입구에는 아그리파의 입상이 세워져 있었고, 도시 곳곳에는 로마 군인들이 주둔하였다. 국가 체제로서의 아테네 민주주의는 종말을 고한 것이다.

## 참정권

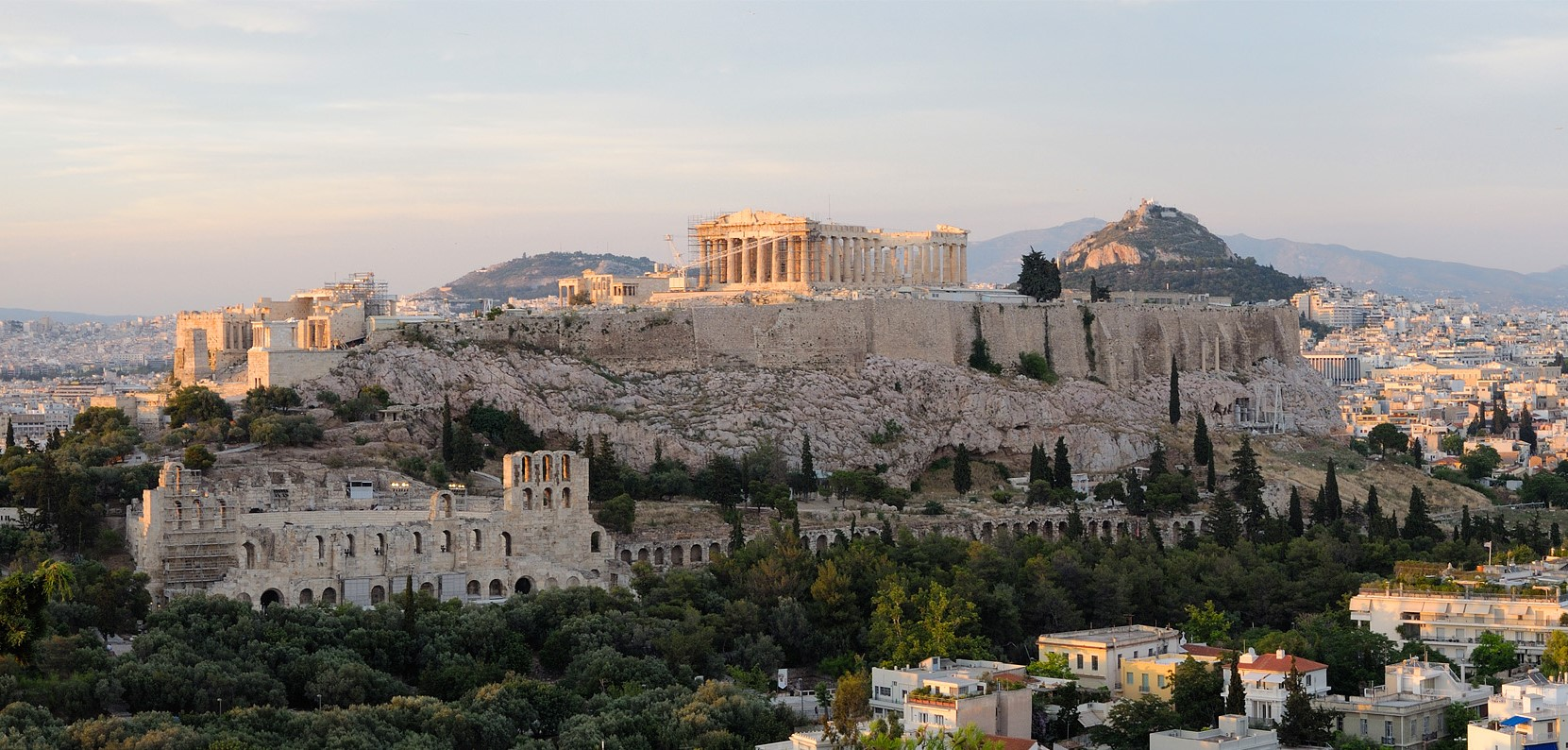
아크로폴리스

### 아테나이의 인구
고대 아테나이의 인구는 매우 유동적이었다. 기원전 4세기 무렵 아티카의 주민 수는 25만명에서 30만명으로 추산된다. 이 가운데 시민은 10만명 정도였고 민회에서 투표권을 갖는 성인 남성 시민권자는 3만명 정도였다. 기원전 5세기 중반에 유권자의 수가 6만 명으로 최대치를 기록하였으나, 이어지는 전쟁으로 인구 감소를 겪었다. 줄어든 유권자의 수는 이후로도 나아지지 않았다. 오늘날의 기준으로 보면 이러한 유권자 규모는 적은 편에 속하지만, 천여 개가 넘는 고대 그리스 도시 국가들의 성인 남성 시민 수가 1천 명에서 1천 5백 명 정도였다는 것을 감안하면, 아테나이 인구 규모는 거대하였다고 평가할 수 있다. 아테나이에 필적하였던 코린토스의 성인 남성 시민 수는 약 1만 5천 명 정도였다. 시민권이 없는 거주민으로는 외국인과 노예가 있었다. 기원전 338년 히페리데스는 연설에서 아티카 지역의 노예 인구가 15만명에 달한다고 주장하였다.  그러나 이 주장은 과장된 측면이 있어 보인다. 아티카에서 노예의 수가 시민의 수를 압도하는 일은 없었다.

### 시민권

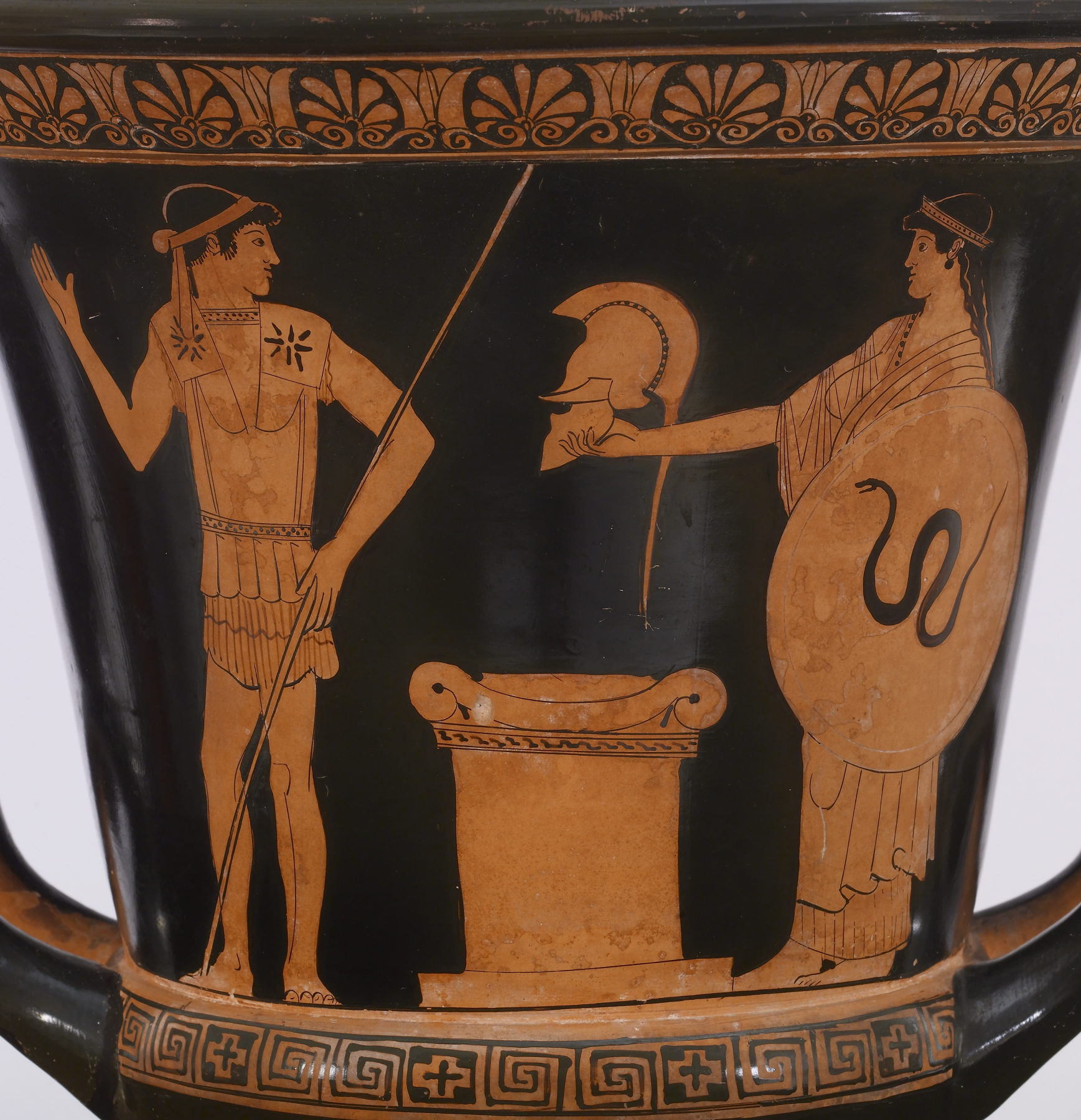
제단 너머로 투구와 방패를 받는 젊은이. 기원전 5세기 아테나이의 적생상토기

'적령기가 되어 군사 훈련을 완료한 남성 시민'에게만 투표권이 주어졌다. 투표권이 부여된 유권자의 비율은 시대에 따라 변동이 있었지만 기원전 4, 5세기 무렵을 놓고 보면 대략 10 - 20% 정도였다. 이에 따라 전체 인구의 다수를 차지하는 노예, 해방 노예, 어린이, 여성, 외국인 등에게는 참정권이 부여되지 않았다. 여성에게는 매우 제한적인 권리만이 인정되었고 공적 활동은 할 수 없었다. 또한 일정 기간 이상 세금을 납부하지 못한 시민 역시 참정권을 박탈 당했다. 그 결과 거주민 가운데 다수가 정치 참여에서 배재되었지만, 고대 그리스의 다른 도시 국가의 정치 형태가 과두정 또는 귀족정이었다는 것을 감안할 때 아테네 민주주의는 당시로서는 매우 진보적인 정치 체제였다고 할 수 있다. 아테나이의 시민들 사이에서도 정치적 영향력에는 차이가 있었고 일부 지도적 인물이 정치를 주도하기도 하였다. 그러나, 현대의 민주주의와 비교할 때에도 아테나이의 민주주의는 시민들의 직접적인 의사 결정이 이루어지는 직접 민주주의가 실현되고 있었다.
솔론의 개혁에서 시민들은 생산능력에 따라 계급이 분류되었다. 말린 곡물로 환산하였을 때 연간 500 메딤노스(고대 그리스어: μέδιμνος) 이상의 소득을 올리는 부유층은 펜타코시오메딤니라고 불렀다. 그 뒤로 최소 300 메딤노스 이상의 소들을 올리는 히페이스, 최소 150 메딤노스 이상의 소득을 올리는 제우기테, 그리고 그 이하의 소득을 얻는 테테스가 그것이다. 솔론은 민회에서의 연설과 행정기구인 사백인회의 참여를 히페이스 이상으로 제한하였다.
델로스 동맹 결성 이후 고대 그리스 세계에서 아테나이의 시민권은 선망의 대상이었고, 갖가지 방법을 동원하여 시민권을 얻으려는 사람들이 생겨났다. 기원전 450년, 페리클레스와 키몬은 "부모 양친이 모두 아테나이의 시민인 경우"에만 시민권이 부여되도록 하였다. 시민권 부여 기준의 변동은 소급 적용되지는 않았지만 5년 후 이집트의 왕이 선사한 곡물을 분배하기 위해 시행한 인구 조사에서 다수의 사람들이 부적격 판정을 받고 시민권을 박탈당하였다. "일반적으로 개개인 자신만이 아니라 후손에게도 적용되는" 시민권은 민회가 부여 권한을 갖고 있었고, 간혹 기원전 427년 플라타이아나 기원전 405년 사모스에 부여된 것처럼 집단에게 주어지기도 하였다. 그러나 6천명의 정족수를 요하는 특별한 사항에 대한 투표권은 오직 개인에게만 부여되었다 아테나이의 시민권 부여 기준은 매우 엄격하게 유지되었고 심지어 페리클레스와 아스파시아 사이에서 태어난 아들도 아스파시아가 시민권자가 아니라는 이유로 시민권을 부여받지 못했다.

## 주요 정치 체제
아테나이의 주요 정치 체제는 입법, 행정, 사법의 각 부로 구분되어 있었으며 이를 운영하기 위한 인원은 수백에서 수천명에 이르렀다. 입법기관인 민회의 정족수는 6천명이었고, 행정기관인 오백인회는 10개의 부족에서 50명씩 추첨을 통해 선발되었다. 이 두 기관이 실질적인 권력을 발휘하였다. 법원은 민회와 구성 요건이 달라 30세 이상의 시민들이 배심원단의 자격을 갖었고 재판이 열리면 배심원단 자격자 중에서 추첨을 통해 배심원을 구성하였다. 기원전 5세기 무렵에는 정치적 사안의 재판을 위해 민회가 별도의 재판을 벌이기도 하였으나, 기원전 4세기로 들어서면 민회의 사법기능은 크게 감소되어 정치적 사안에 대해 청문을 하는 정도가 되었다.
클레이스테네스의 개혁 이후 아테나이의 시민권자는 각자가 속한 데모스에 등록되었다. 아테나이는 전통적으로 혈연에 기초한 4 개의 부족으로 구성되어 있었다. 그러나, 클레이스테네스는 아테나이의 모든 시민을 10 개의 부족으로 개편하고 아테나이 전역을 170 개의 기초 자치 단체인 데모스를 설치하여 모든 시민이 등록하도록 하였다. 데모스는 한 번 소속 되면 후손에게도 영속적으로 적용되었으며 이주를 하더라도 원래 소속되었던 데모스에 계속하여 속하였다. 클레이스테네스의 개혁 표어는 “혈통을 묻지마라”였으며, 데모스는 이후 아테네 민주주의의 근간이 되었다.

### 민회

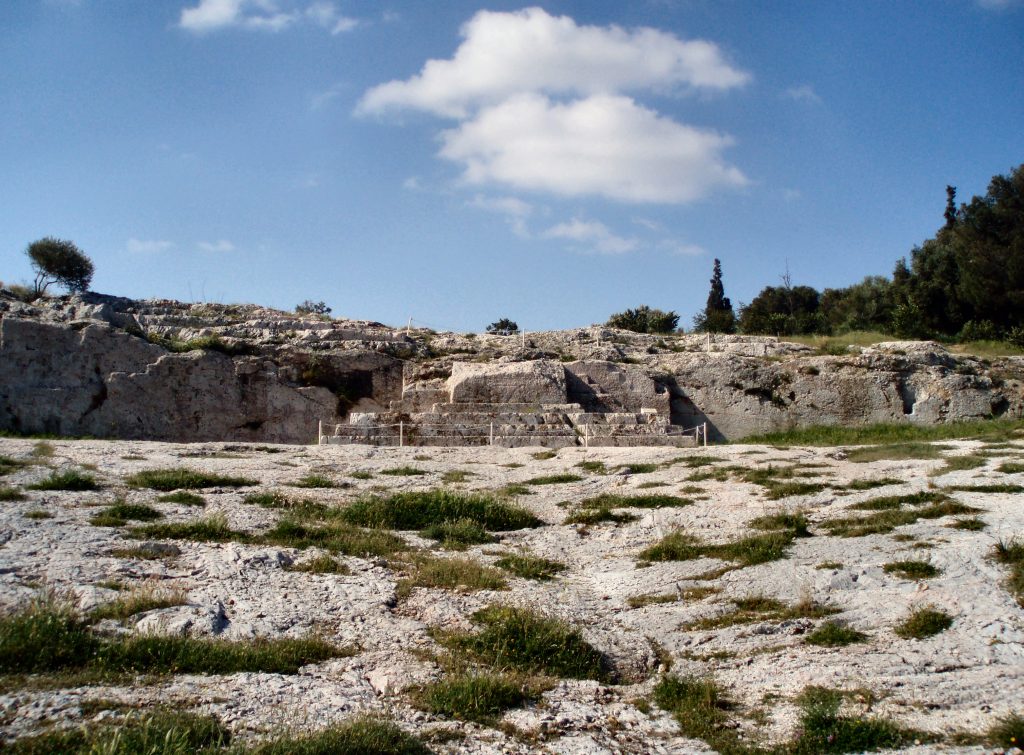
민회가 열리던 프닉스 언덕의 연단 유적

아테네 민주주의의 중심 행사는 민회인 에클레시아(고대 그리스어: ἐκκλησία, ekklêsia)를 개최하는 것이었다. 민회의 구성은 훗날의 의회와 달리 선출된 것이 아니라 주어진 권리에 의해 지목되었다. 이로서 아테나이의 정치는 직접민주주의의 성격을 띄게 되었다. 민회 참정권은 20세 이상의 성인 남성으로서 2년 간의 군사 복무를 마친 자에게 주어졌으며, 또한 의무이기도 하였다. 아테나이의 공무원 가운데 일부는 민회에서 투표에 의해 선출되었지만, 더 많은 수의 공무원들이 추첨에 의해 지명되었다.
민회는 크게보아 네 가지 기능을 하였다. 우선 민회는 선전포고나 외국인에 대한 시민권의 부여와 같은 선포를 담당하였다. 또한, 민회는 일부 공무원을 임명하였으며, 법을 만들고 정치적 범죄에 대한 재판을 담당하였다. 체제가 정비됨에 따라 재판 기능은 법원으로 이양되었다. 민회의 표준적인 의사 결정 과정은 한 사람이 연설을 하면 그에 대한 반대 의견을 들은 뒤 대개는 손을 들어 찬반 여부를 가결하였다.
중요 사항에 대해 대립하는 세력이 비교적 오랜 기간 형성되어 활동하는 경우도 있었지만, 기본적으로 아테나이의 민회에는 웨스트민스터 정치체제의 여당이나 야당 같은 정당이 없었다. 투표는 단순히 다수결로 결정되었다. 기원전 5세기 무렵에는 민회의 권한 행사에 거의 어떠한 제한도 없었다. 민회가 법을 어겼을 경우 일어날 수 있는 일은 단지 민회 스스로가 제안하고 동의한 처벌을 부가하는 것이었다. 어떠한 의사 결정이 실수로 판명될 때 민회는 그것이 단지 오해에 의해 일어난 일이라고 보았다.
민회의 구성원에게 주어진 일반적인 권리는 투표권의 행사였다. 투표는 손을 올려 보이는 것이 일반적이었다. 날이 어두워지면 손을 보기 어려운 경우도 있었지만, 구성원 누구라도 다시 세어 보자고 요구할 수 있었다. 의결 최소 정족수는 6천명 이었고, 의사 결정에 흰색과 검은색의 조약돌이 쓰이기도 하였다. 조약돌로 투표할 때 흰색은 찬성을 검은색은 반대를 의미하였다. 민회가 종료될 때 투표자들은 커다란 항아리에 돌을 집어 넣어 의사를 표시하였고 투표가 마감된 뒤 항아리를 깨어 조약돌의 수를 세었다. 도편 추방의 경우엔 이름을 쓴 도자기 파편을 항아리에 넣은 뒤 항아리를 깨고 집계하였다.
기원전 5세기에는 일년에 10회의 정기 민회가 개최되었고, 필요할 때마다 임시회가 개최되었다. 아테나이의 국가력은 1년을 10개월로 구분하였기 때문에 매 국가력 당 1회의 민회가 열린 셈이다. 세기 후반이 되어선 매 국가력당 4회의 정기 민회가 개최되어 연간 민회 개최 회수는 40회가 되었다. 정기회의 일자는 딱히 정하여 두지 않았는데, 일상에서 쓰이는 음력에 따른 축제와 겹치는 것을 방지하기 위해서였다. 따라서 정기 민회의 개최는 이러 저러한 다른 행사들을 피해 날짜를 잡았다.
민회 참석이 언제나 자유로운 것은 아니었다. 민회가 열리는 프닉스 언덕은 붉은 밧줄이 걸렸고, 아고라에서 나눠주는 붉은 옷을 입은 사람에게만 입장이 허용되었다. 기원전 403년 이후 민회에 참석하는 사람들에게 급여가 지급되기 시작한 뒤로는 6천벌의 붉은 옷을 준비하여 선착순으로 급여와 함께 나눠주었고 그 이외의 사람들은 급여를 받을 수 없었다.

### 500인회
기원전 594년 솔론은 민회를 보좌할 사백인회를 구성하였다. 클레이스테네스의 개혁 이후 사백인회는 100명이 추가되어 오백인회가 되었다. 오백인회는 아테나이의 10 부족이 30 세 이상의 남성 시민 가운데서 각 부족당 50명씩 선발하여 구성하였고 임기는 1년이었다.
오백인회의 가장 중요한 업무는 민회에서 논의될 안건을 선정하는 것이었다. 오백인회의 다른 업무로는 재정 관리, 함대와 기병의 유지 보수 지휘, 선출된 행정관들의 업무 성과 평가, 외국 대사 영접, 군대의 총사령관인 스트라테고스에게 군사에 대한 조언, 민회에서 위임한 긴급한 사안의 처리 등이 있었다.
존 토레이는 오백인회의 구성이 국가 재정의 부담 능력을 근거로 제우기태 이상의 계급에게만 허용되었을 것이라 추정하고 있다. 오백인회의 성원은 각 부족에 동수로 할당되어 있었고, 이들은 다시 기초 자치 단체인 데모스를 기반으로 선출되었기 때문에 오백인회의 위원은 지방 정치에 큰 영향력을 행사할 수 있는 인물로 구성될 수 밖에 없었다는 것이다.
오백인회는 다시 각각 순번을 정하여 1년 중 10분의 1 동안 복무하였다. 따라서 실제 활동하는 오백인회의 위원은 50명이었고 이들의 복무 기일은 국가력 1개월에 해당하는 것이었다. 오백인회의 위원은 복무 기간 중에 오백인회 사무실에 출석하여야 하였다. 매일 추첨을 통하여 의장이 선출되었으며 의장은 24시간 동안 자리를 지켜야 했다.
오백인회는 민회에 대한 행정 내각으로서 기능하였으며 다른 선출직 공무원의 활동을 감독하였다. 오백인회는 민회와 함께 국가 운영에 큰 책임을 지는 위치에 있었지만 새로운 일을 계획하는 주도권을 가지지는 못했다. 시간이 지남에 따라 오백인회의 업무는 행정의 집행에 국한되게 되었다.

### 법원

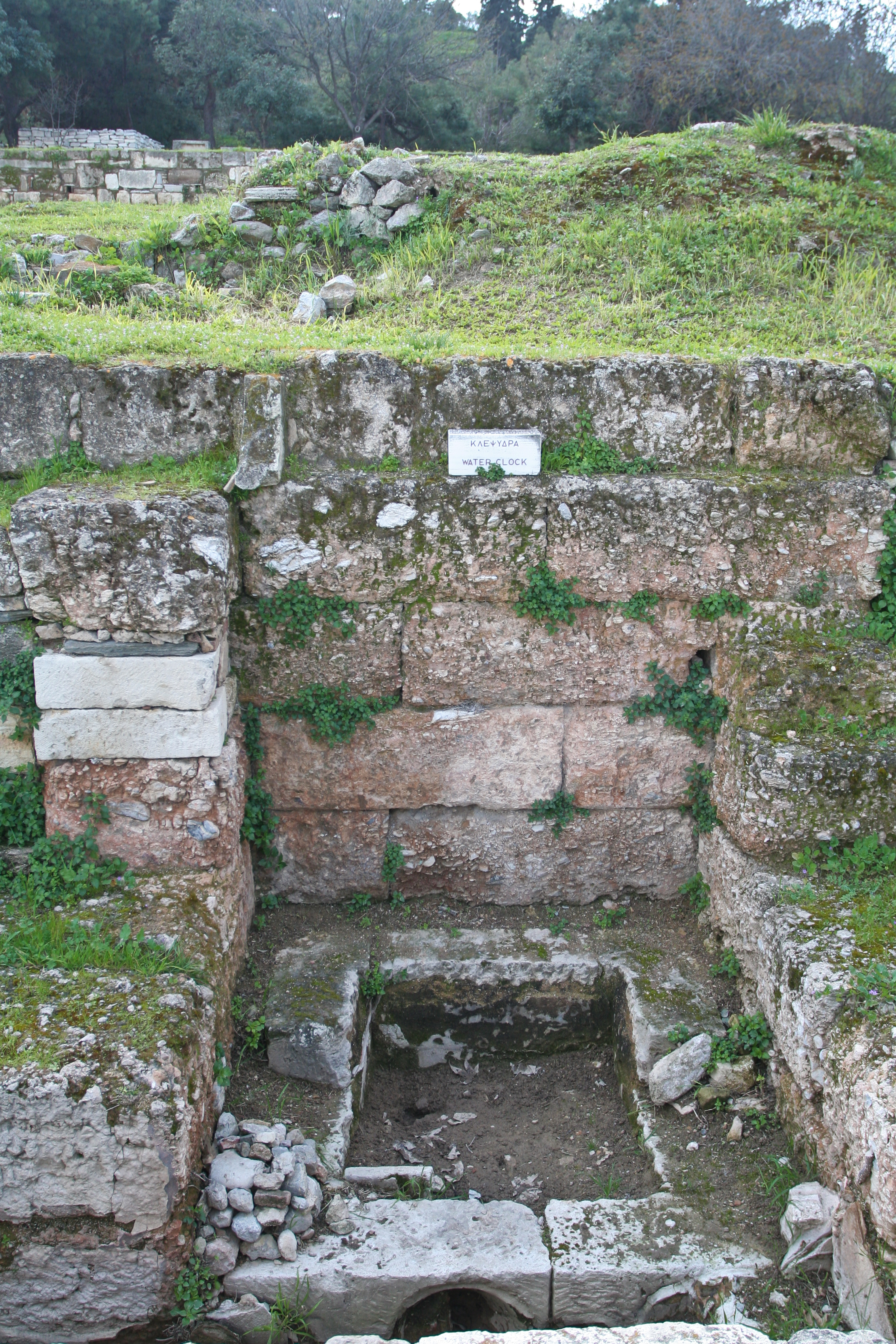
고대 아테나이의 아고라에 설치되었던 물시계 유적.

아테나이는 아티미아라고 불린 온전한 시민권을 기초로 정교한 법체계를 구축하였다. 민회가 20세 이상의 남성 시민에게 참정권을 부여한 것과 달리 공무담당권은 그 보다 10 살 더 많은 30세 이상이 되어야 주어졌으며, 법정 배심원 역시 30세 이상의 남성 시민 중에서 추첨되었다. 배심원으로 선정되면 민회에 출석하지 않겠다는 선서를 하여야 했다. 법정 명령의 효력은 기본적으로 민회의 결정과 같아서 양 쪽의 결정 모두 동일한 민중의 직접적인 의사에 의해 결정되었다. 다른 공무원들과 달리 배심원은 탄핵 소추의 대상이 되지 않았으며 피고 역시 배심원을 비난할 수 없었다. 실재적으로 배심원은 그 누구보다 높은 권한을 지니고 있었다. 법원이 그른 결정을 내린 것이 밝혀질 경우, 그것은 소송당사자 중 일방이 법정을 기만했기 때문이라고 이해되었다.
재판에는 개인 사이에 일어난 타툼을 다루는 디케와 공공의 사안으로 인해 열리는 그라페 파라노몬(고대 그리스어: γραφὴ παρανόμων) 두 종류가 있었다. 사적인 소송의 배심원단은 일반적으로 200 인으로 구성되었고, 소송 금액이 1000 드라크마를 초과할 경우 401명의 배심원이 심의하였다. 공공 사안에 대한 배심원은 최소 501명으로 구성되었는데 클레이스테네스의 개혁 이후 600 명이상으로 배심원 수가 늘었다. 배심원은 아테나이의 10 부족에서 각각 600 인을 선정하여 총 6000 명을 등록하였고 재판이 열리면 이 가운데 600 명을 추첨을 통해 배심원단으로 결정하였다. 대우 중대한 공공 재판에 대해서는 배심원의 수를 추가로 500 또는 1000, 1500으로 늘려 구성하였다. 법원은 각각의 기소에 대하여 새로운 배심원을 구성하였으므로 6천명의 배심원 전원이 최소 하나 이상의 사건에 출석하였다.
재판에서는 사건의 소송당사자에게 한 차례의 연설 기회를 주었다. 연설 시간은 클레프시드라로 불린 물시계에 의해 제한 되었고, 연설의 순서는 먼저 원고에게 주어진 뒤 피고가 반론하는 형식이었다. 공공 재판의 경우엔 원고와 피고 각자에게 연설 시간으로 세 시간을 주었고 채권 변재와 같은 개인간 소송에서는 그 보다 적은 시간을 허용하였다. 재판은 배심원의 투표로 결정되었다. 변론이 끝나면 별도의 숙고 시간 없이 바로 투표로 이어졌기 때문에 투표가 진행되는 사이 배심원들은 서로의 의견을 주고받았다. 개인간 소송은 피해당사자 또는 그의 가족만이 소추할 수 있었고, 공공 재판은 소추권의 재한이 없어 온전한 시민권을 가진 원하는 사람 누구라도(호 보울로메노스) 재판을 요구할 수 있었다.
재판은 일몰 전에 완료되도록 규정되어 있었기 때문에 빠르게 진행되었고 하루 이내에 끝을 맺었다. 일부 유죄 확정 판결에는 자동으로 부가되는 형벌이 있었지만, 대개의 경우 소송당사자는 상대에 대한 처벌 조건을 함께 제시하였고 배심원이 일방의 승소 여부를 결정함으로써 처벌 역시 확정되었다. 원칙적으로 항소는 허용되지 않았지만, 소송당사자 중 일방이 새로운 증인을 내세워 재심을 청구할 수는 있었다. 재심에서 승소하면 이전의 재판은 무효가 되었다.
기원전 462년 페리클레스는 배심원에게 급여를 지급하도록 하였다. 아리스토텔레스는 《정치학》에서 이를 급진적 민주주의의 도입으로 평가하였다. 애초에 급여 수준이 얼마정도였는 지는 알려져 있지 않지만, 펠로폰네소스 전쟁 초기 클레온이 2 - 3 오볼로 정한 뒤 이후로도 계속되었다. 배심원에 대한 급여 지급은 민회 참석자에 대한 급여 지급보다 15년 먼저 시행된 것이다. 배심원에 대한 급여 지급은 재정 지출 가운데 가장 큰 것에 속했기 때문에 비판이 계속되었고, 계속되는 전쟁으로 재정이 악화되자 기원전 4세기에 이르러서는 개인간 소송에 대한 배심원 급여를 중단하였다.
아테나이의 배심원 제도는 반전문가주의를 대표한다. 별도의 판사도 존재하지 않았고 배심원단에 대하여 법률적 조언을 해주는 사람도 없었다. 법정 관리 공무원이 배정되어 있었지만, 이들 역시 법률 전문가는 아니었고 재판을 위한 행정적 업무만을 담당하였다. 소송당사자 역시 별도의 변호인 없이 단독으로 소송에 임해야 했다. 유일하게 있었던 전문가는 수수료를 받고 연설문을 대필해 주는 로고그라포스였는데 이들이 법정에서 더 유리한 대우를 받지는 않았다. 배심원들 역시 대필 연설문 보다는 소송당사자가 직접 자신을 변호하는 쪽에 더 우호적인 반응을 보였다.

### 민회와 법원의 균형 변화
정치 체제가 발전하면서 법원은 민회의 권력에 개입하였다. 기원전 416년 위법 조치에 대한 기소 제도가 도입되어 민회가 가결한 사안이거나 심지어 발의된 안건에 대해서도 기소할 수 있게 되었고, 기소된 사항은 배심원의 판결이 있지 전까지는 효력을 가질 수 없었다. 재판 결과 안건이 위법하다는 판결이 이루어지면 안건 제안자는 처벌을 받을 수도 있었다. 기원전 355년 이후로는 정치적 사안에 대한 재판은 오직 법원에서만 열 수 있게 되었다.
이로서 법원이 위법하다고 판결하면 민회는 법안 발의조차 할 수 없는 상황이 발생하게 되었다. 기원전 5세기에는 재판의 판결과 민회의 투표가 동등한 효력을 갖고 있었지만, 기원전 403년 이후로는 입법 발의가 민회에서가 아니라 배심원 가운데 특별히 구성된 입법자(노모테타이, 고대 그리스어: νομοθέτα)가 법안 발의를 독점하게 되었다.

### 아르콘과 아레이오스 파고스
솔론의 개혁 이전인 기원전 7세기 시대에 아테나이의 정치 체계는 몇 명의 아르콘이 지배하는 귀족정이었고, 전직 아르콘들로 구성된 아레이오스 파고스가 내각의 역할을 하였다. 당시에도 호플리테스를 구성하는 시민 계급이 민회를 연 것으로 보이지만 실재로 국가를 운영한 것은 아르콘과 아레오파구스였고 민중들에게는 참정권이 없었다. 그러나, 솔론의 개혁으로 아르콘은 귀족 뿐만아니라 부유한 시민계급에게도 개방되었고, 민회가 입법권을 갖게 되면서 아레이오스 파고스의 역할은 사법 판결로 제한 되었다.
클레이스테네스는 민회가 아르콘을 선출하도록 개혁하였지만, 피선거권은 여전히 상류층으로 제한되었다. 아레오파구스의 역할은 "법률의 수호자"로서 민회, 오백인회, 여타 공무원 중 누구라도 위법한 행위나 제안을 할 때 이를 거부하는 것이었지만, 실제 거부권의 행사는 제한적이었다.
에피알테스와 페리클레스 시기에 이르러 아레이오스 파고스의 권한은 극적으로 축소되어 민회는 아레이오스 파고스의 모든 조정 감독 권한을 박탈하였다. 스스로가 귀족이었던 아이스킬로스는 기원전 458년 상연한 《자비로운 여신들》에서 아레이오스 파고스를 아테나 여신이 직접 창설한 법정으로 묘사하면서 심각하게 훼손된 이 기관의 존엄을 보전해야 한다고 주장하고 있다.

### 공무원
오백인회의 구성원을 포함하여 아테나이의 연간 공무원 수는 약 1100 명이었다. 공무원들은 대부분 추첨을 통해 선발되었고 선거를 통해 임명되는 공무원은 약 100 명 정도였다. 추첨이건 선거이건 양쪽 모두 의무 사항은 아니었다. 공무원들을 일반 시민 가운데 선발하였기 때문에 전문인력이 특정한 업무를 맡는 경우는 없었다. 업무의 전문성을 인정받는 예외적인 지위는 군대의 사령관인 스트라테고이 정도였다. 공무의 연임은 금지되었는데 예를 들면 한 번 오백인회의 임원으로 활동한 사람은 일생 동안 다시 오백인회에 선발될 수 없었다. 그러나 민주주의라고 할 지라도 의회는 선출된 정치인들의 영향력을 존중하였다. 선출직 공무원은 권위를 갖고 의회에서 연설하여 자신의 영향력을 발휘할 수 있었다.
공무원을 선발하는 방식은 추첨과 선거가 있었다. 아테네 민주주의에서는 제비뽑기를 통한 추첨을 보다 민주주의적인 방식으로 생각했다. 선거는 재산이나 혈통 등에 의해 영향을 받기 마련이기 때문이었다. 그러나 추첨으로 선발되는 오백인회는 종종 데마고기와 같은 근거 없는 정치 선동에 취약할 수밖에 없었다.

### 시민 발의
아테네 민주주의는 발전 과정에서 여러 가지 이유로 점차 삼권 분립의 형태를 갖췄으나, 직접 민주주의에 바탕을 두고 운영되었다. "원하는 어떤 사람이라도"를 뜻하는 호 보울로메노스는 참정권이 있는 모든 시민에게 주어진 권리였다. 아테나이의 자격을 갖춘 시민은 개인의 자격으로 의회에서 연설하였고, 법안을 발의하고, 공공 재판을 청구하였다. 그러나 선출직이나 추첨직의 공무원이 아닌 시민의 발의는 곧바로 민회나 법원의 개시 효력을 가지지는 않았다. 민회의 안건은 오백인회에서 조정되었고, 법원에서는 입법자가 예비 심사를 하였다.
아테네 민주주의는 독립적인 인격인 개인의 참여를 당연하게 여겼다. 현대 영어 낱말 idiot의 어원인 ἰδιώτης(이디오테스)는 정치에 관심을 두지 않는 사람이란 뜻이었다. 투키디데스는 페리클레스가 펠로폰네소스 전쟁의 전사자 장례 연설에서 한 말을 다음과 같이 기록하고 있다.
우리는 정치에 관심 없는 사람더러 자신의 일을 명심하고 있다고 말할 수 없습니다. 우리는 그 사람이 여기서 할 일은 아무것도 없다고 말합니다.

## 비판
아테네 민주주의는 고대 그리스 시대와 오늘날 모두 비판되고 있다. 고대 그리스 시대에는 역사가 투키디데스, 극작가 아리스토파네스, 소크라테스의 제자인 플라톤, 그리고 플라톤의 제자인 아리스토텔레스 등이 민주주의를 비판하였다.
투키디세스의 사관은 귀족주의에 기반하고 있었고, 자신의 저술 《펠로폰네소스 전쟁사》에서 평민들은 사실이나 법률에 의하기 보다는 선동에 쉽게 현혹당한다고 비판하였다. 그는 펠로폰네소스 전쟁에서 스파르타가 승리한 이유를 아테나이의 정치 체제에 있는 약점 때문으로 파악하였고, 이를 입증하기 위해 역사서를 지었다.
소크라테스에 대한 재판은 아테네 민주주의가 갖는 약점의 사례로 수 없이 거론되었다. 소크라테스는 "젊은이를 타락시키고 신들을 믿지 않는다"는 이유로 기소되었지만, 소크라테스가 기소된 기원전 399년은 펠로폰네소스 전쟁이 지속되고 있었다는 점을 볼 때, 그가 평소에 하였던 가르침이 민주주의를 훼손하는 것이라고 판단한 정치적 이유가 더 컸다. 소크라테스의 재판은 공공 재판이었고, 추첨을 통해 배당된 배심원의 수는 501명이었다. 9시간 30분에 걸쳐 진행된 변론 이후에 배심원은 280표 대 221표로 유죄를 선고하였고, 다시 형량을 결정하는 투표에서 사형 360표, 벌금형 141표로 사형이 결정되었다. 소크라테스는 제자들의 탈출 권유를 뿌리치고 사형당했다. 소크라테스의 제자들은 이 재판이 부당하다고 여겼다. 크세노폰은 《소크라테스 회상록》에서 신발수선공, 목수, 대장장이, 농부 같은 이들로 구성된 배심원이 철학자를 사형으로 몰았다고 비판하였고, 플라톤은 소크라테스의 사형을 민주주의가 갖는 근본적 한계로 파악하고, 그의 저술 《국가》에서 철학자가 절대적 권력을 갖는 이상향을 제시하였다. 플라톤의 제자였던 아리스토텔레스는 보다 실용적인 입장을 취하였는데, 일생의 대부분을 전란기로 보낸 아리스토텔레스는 한 국가의 체제가 표방되는 것과 달리 실제 실행에 있어서는 여러 약점을 갖기 마련이라고 판단하였으며, 민주주의와 과두정의 적절한 혼합으로 이러한 약점을 극복할 수 있다고 믿었다.
아테네 민주주의는 동등한 인격을 갖는 평등을 의미하는 것은 아니었다. 개인의 권리는 이론적으로도 신성하지 않았으며 법적으로도 보호받지 못하였다. 아테네 민주주의의 정확한 의미는 공동체의 결정에 대한 개인의 귀속을 뜻하는 것이었다. 소크라테스의 처형은 민주적이라고 하더라도 자유적이지 않을 수 있는 사례를 보여 준다. 헤로도토스가 쓴 “자유로운 인민”이란 당시로서는 노예거나 피식민지배를 받지 않는 사람이란 뜻에 불과하다. 법 앞의 평등이란 개념의 발명은 고대 로마에서 이루어졌고 그 외 오늘날 민주주의를 이루는 기초 요소들 역시 이후 여러 시대의 역사를 거쳐서야 비로소 출현하게 된 것이다.

## 영향
20세기 중반 이후 오늘날 대부분의 국가는 민주주의를 표방하고 있으며 정부의 권한을 규제하고 있다. 사회의 규모가 커져 직접 민주주의를 바탕으로 두기는 어렵지만, 사회 구성원에 의해 선출된 권력을 통해 지배한다는 간접 민주주의 역시 아테네 민주주의가 실행하였던 민중에 의한 지배라는 이념에서 비롯된 것이다. 현실 속에서 민주주의는 전형적이지 않으며 각 사회, 국가의 역사적 배경에 큰 영향을 받는다. 키토는 아테네 민주주의의 성공 요인으로 기득권인 귀족층이 보다 큰 갈등을 피하기 위해 민주정에 자발적으로 참여한 것을 꼽으며, 18세기 영국의 의회 민주주의 발전과 프랑스의 혁명후 공포정치를 비교한다.

## 주해
1. ↑  고대 그리스 시대의 부피 단위. 도시 국가마다 단위 부피가 달랐다. 아테나이의 1 메딤노스는 약 51.84 리터에 해당하였다.

## 참고 문헌
- Habicht, Christian (1997). 《Athens from Alexander to Antony》. Harvard. ISBN 0-674-05111-4.
- Hansen, M.H. (1987). 《The Athenian Democracy in the age of Demosthenes》. Oxford. ISBN 978-0-8061-3143-6.
- Hignett, Charles (1962). 《A History of the Athenian Constitution》. Oxford. ISBN 0-19-814213-7.
- Manville, B.; Ober, Josiah (2003). 《A company of citizens : what the world's first democracy teaches leaders about creating great organizations》. Boston.
- Meier C. 1998, Athens: a portrait of the city in its Golden Age (translated by R. and R. Kimber). New York
- Ober, Josiah (1989). 《Mass and Elite in Democratic Athens: Rhetoric, Ideology and the Power of the People》. Princeton.
- Ober, Josiah; Hendrick, C. (1996). 《Demokratia: a conversation on democracies, ancient and modern》. Princeton.Sinclair, R. K. (1988). 《Democracy and Participation in Athens》. Cambridge University Press.